# Sedlec (Svatý Jan pod Skalou)
Sedlec je vesnice, část obce Svatý Jan pod Skalou v okrese Beroun ve Středočeském kraji. Nachází se asi 0,9 kilometru severně od Svatého Jana pod Skalou. Protéká tudy řeka Loděnice.

## Historie
První písemná zmínka o vesnici pochází z roku 1000.

## Obyvatelstvo
| Rok            | 1869 | 1880 | 1890 | 1900 | 1910 | 1921 | 1930 | 1950 | 1961 | 1970 | 1980 | 1991 | 2001 | 2011 | 2021 |
| -------------- | ---- | ---- | ---- | ---- | ---- | ---- | ---- | ---- | ---- | ---- | ---- | ---- | ---- | ---- | ---- |
| Počet obyvatel | 162  | 169  | 174  | 98   | 99   | 114  | 120  | 324  | 73   | 63   | 45   | 32   | 25   | 44   | 54   |
| Počet domů     | 27   | 25   | 25   | 27   | 20   | 20   | 27   | 79   | 79   | 25   | 18   | 18   | 33   | 34   | 34   |

## Obecní správa
Při sčítání lidu v letech 1850–1879 byl Sedlec osadou obce Svatý Jan v okrese Hořovice. V letech 1880–1929 byl osadou obce Hostim ve stejném okrese. V letech 1930–1985 byl osadou obce Svatý Jan pod Skalou, se kterou patřil nejprve do okresu Hořovice, od roku 1950 do okresu Beroun. Od 1. ledna 1986 do 23. listopadu 1990 byl částí obce Loděnice v okrese Beroun. Od 24. listopadu 1990 je opět částí obce Svatý Jan pod Skalou v berounském okrese.

## Pamětihodnosti
- Kříž u čp. 3